# Bredenbury (Canada)
Pour les articles homonymes, voir Bredenbury.
Bredenbury est un village canadien situé au sud-est de la province de la Saskatchewan. Sa population atteint 386 habitants en 2021 contre 372 en 2016. Malgré sa faible population, la localité a le statut de ville.

## Géographie
Le village se situe sur la route transcanadienne 16 à 40 km au sud-est de la ville de Yorkton. Il est relié à Melville, 60 km à l'ouest, par la route provinciale 15.